# Bernstadt auf dem Eigen
Bernstadt auf dem Eigen (ufficialmente: Bernstadt a. d. Eigen; lett.: «Bernstadt sull'Eigen») è una città della Sassonia, in Germania.
Appartiene al circondario di Görlitz ed è amministrata dalla Verwaltungsgemeinschaft Bernstadt/Schönau-Berzdorf.

## Storia
Bernstadt auf dem Eigen risulta citata per la prima volta il 22 settembre 1234 in un documento del vescovo di Meißen come »Bernhardistorf«.
Essa appartenne per secoli alla signoria delle badesse dell'abbazia di St. Marienstern. 
A metà del XVI secolo, contro la volontà di queste ultime, gli abitanti di Bernstadt seguirono la riforma protestante, il che diede luogo per decenni a controversie con l'abbazia.

### Denominazioni della località
1234: Bernhardistorf, 1245: Bernardistorf, 1280: Bernhartstorf, 1285: Bernhardus et Otto fratres dicti de Bernhartsdorf, 1290: Bernhardsdorph, 1339: civitas Bernardi, 1352: Bernhartsdorff, 1384: Bernersdorf, 1401: Bernstorph, 1425: Bernsdurff, 1497: Bernstat, 1516: Bernstadt, 1566: Bernstettel. Filip Rězak, nel 1920, le diede i nomi sorabi di Bjenadźicy e Bjarnaćicy, Walter Wenzel, nel 2008 le ridiede i nomi di Bjernadźicy ma anche Bjenadźicy, citando pure Benadźice, una forma del 1719.
Poiché la città sta al di fuori dell'insediamento dei Sorbi, non vi sono forme ufficiali collegate.

### Dipendenza amministrativa
1835–1932: Direzione di Circolo di Bautzen, 1932–1943: Direzione di Circolo Dresda-Bautzen, später Regierungsbezirk Dresden-Bautzen, 1952–1994: circondario di Löbau, 1994–2008: Circondario di Löbau-Zittau, dal 2008: Circondario di Görlitz.

### Sviluppo della popolazione
| Anno | Abitanti      |
| 1600 | 34 uomini     |
| 1777 | 304 cittadini |
| 1834 | 1.608         |
| 1871 | 1.731         |
| 1890 | 1.228         |
| 1910 | 1.435         |
| 1925 | 1.548         |
| 1939 | 1.518         |
| 1946 | 1.994         |
| 1950 | 2.127         |
| 1964 | 2.565         |
| 1990 | 2.342         |
| 2000 | 4.435         |
| 2007 | 3.959         |
| 2012 | 3.558         |
| 2013 | 3.510         |
| 2015 | 3.439         |

Fonte: Historisches Ortsverzeichnis von Sachsen